# Götalandsvägen

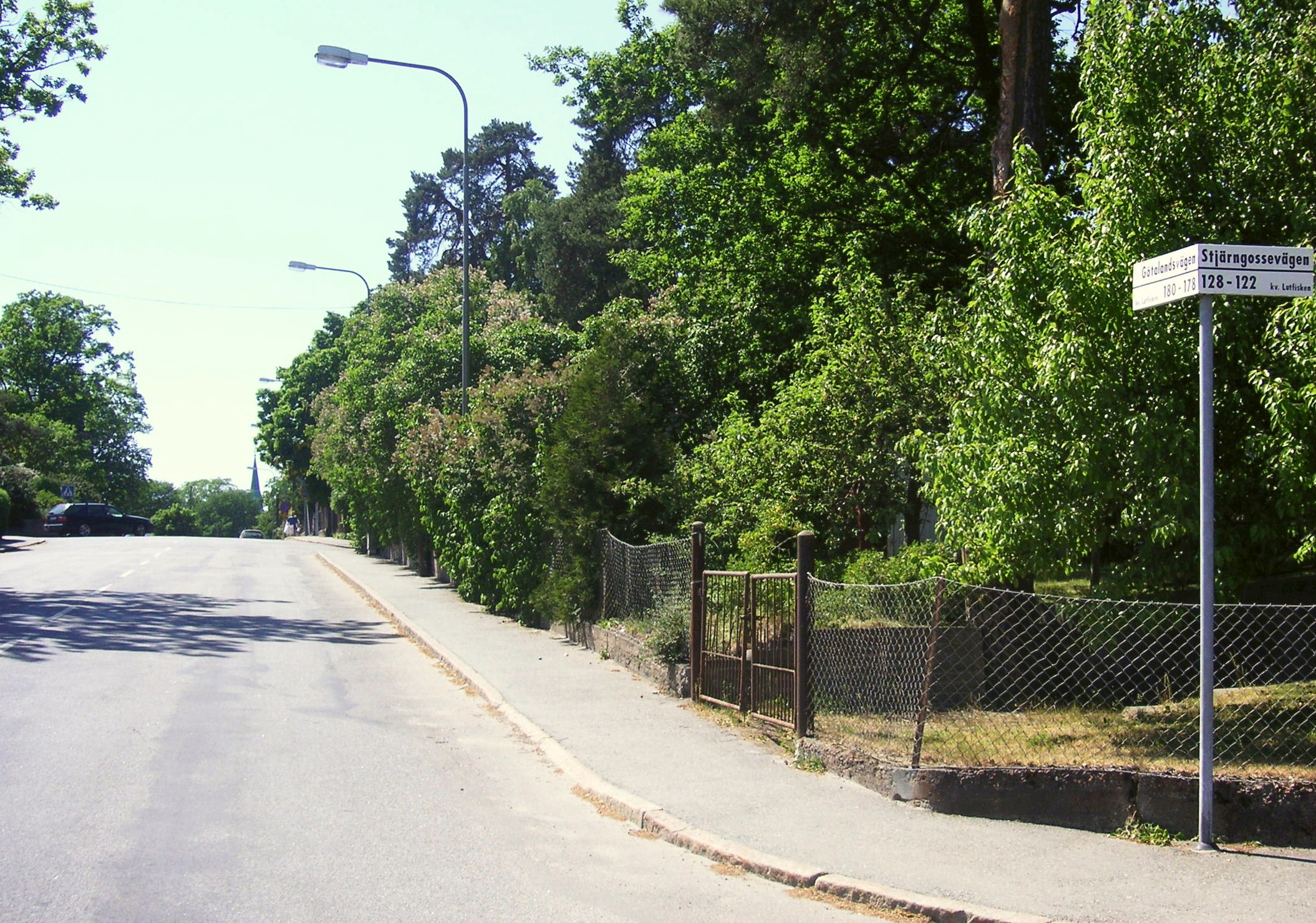
Götalandsvägen västerut med Brännkyrka kyrka i bakgrunden, 2008.

Götalandsvägen är en gata i stadsdelarna Östberga, Örby slott,  Liseberg och Solberga i Söderort inom Stockholms kommun. Gatan har sitt namn efter den uråldriga Göta landsväg vars sträckning sammanföll ungefär med dagens Götalandsvägen som fick sitt nuvarande namn 1924. Ett äldre namn på Götalandsvägen var Gamla Sockenvägen.

## Sträckning

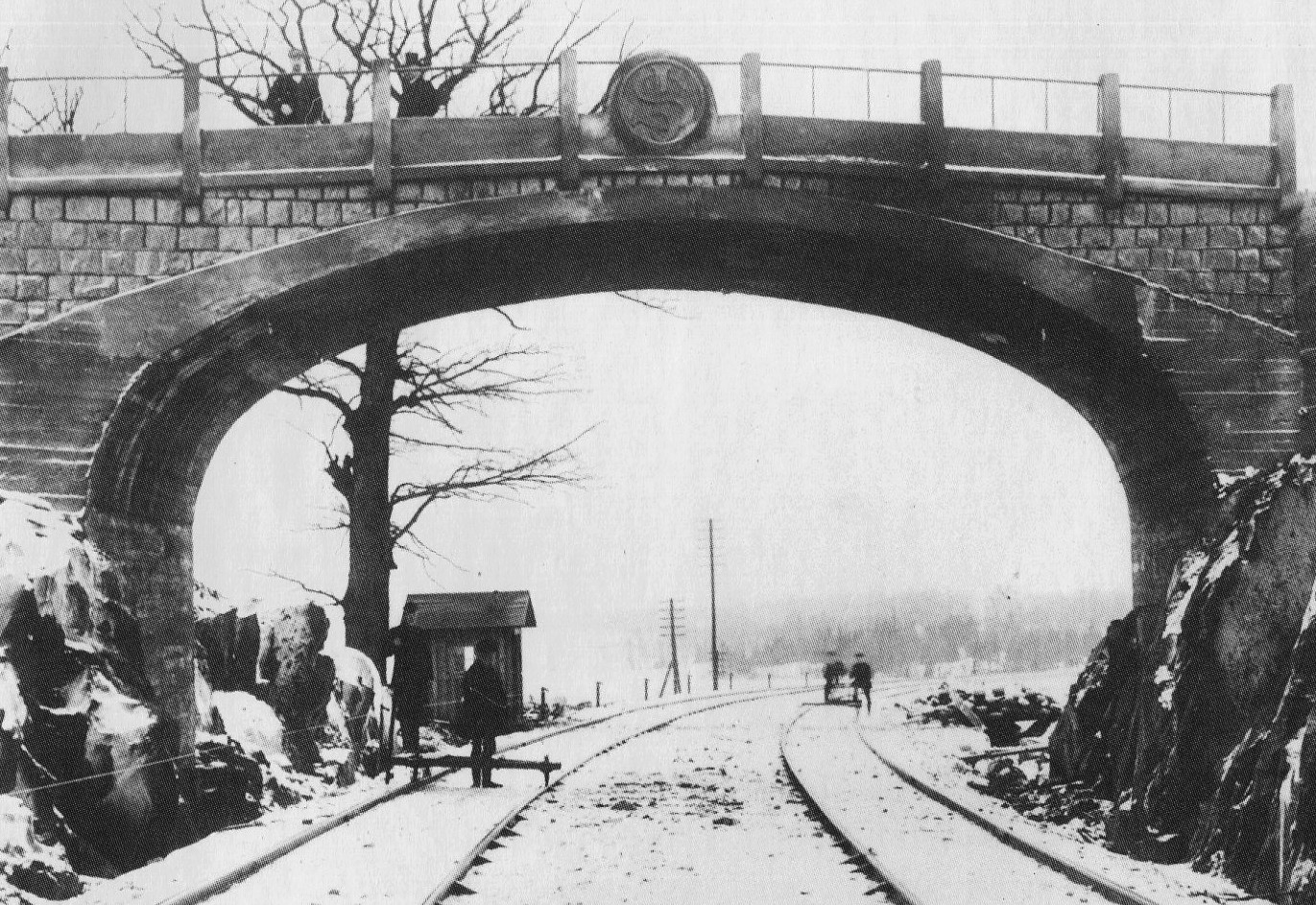
Föregångaren till Götalandsviadukten.

Götalandsvägen börjar i Östberga som en parkväg ungefär i höjd med Kvarnbacken där Örby kvarn stod fram till början av 1900-talet. Vägen fortsätter sedan mot sydväst förbi Brännkyrka kyrka och fram till Åbyvägen. Här sträcker sig Götalandsviadukten över Åbyvägen och banområdet. På västra sidan om viadukten fortsätter Götalandsvägen genom Solberga, förbi Älvsjö station och slutar vid Älvsjövägen.

## Götalandsviadukten
Götalandsviadukten består av två broar, en går över Åbyvägen, den andra över banområdet. Båda är betongkonstruktioner på runda betongpelare. Nuvarande Götalandsviadukten över banområdet och Åbyvägen invigdes 1967 och fick då sitt namn. Den 1 december 1860 invigdes Västra stambanan, vars spår korsade landsvägen. Den första bron anlades 1909 och korsningen blev planskild. Därefter fanns ytterligare en bro över Västra stambanans järnvägsspår.

## Intressanta byggnader vid vägen
- Park-Bio, från 1928, arkitekter Eskil Sundahl och Dag Ribbing
- Brännkyrka kyrka med rötter tillbaka till 1100-talets slut.
- Lerkrogen, tidigare krog som flyttades 1985 till Götalandsvägen 224 i Älvsjö centrum.
- AB Stockholmstelefons "Klockhuset" från 1918, arkitekt Ivar Callmander
- Apelsinlunden, bostadsområde från 1967, arkitekt Lars Bryde.

## Bilder

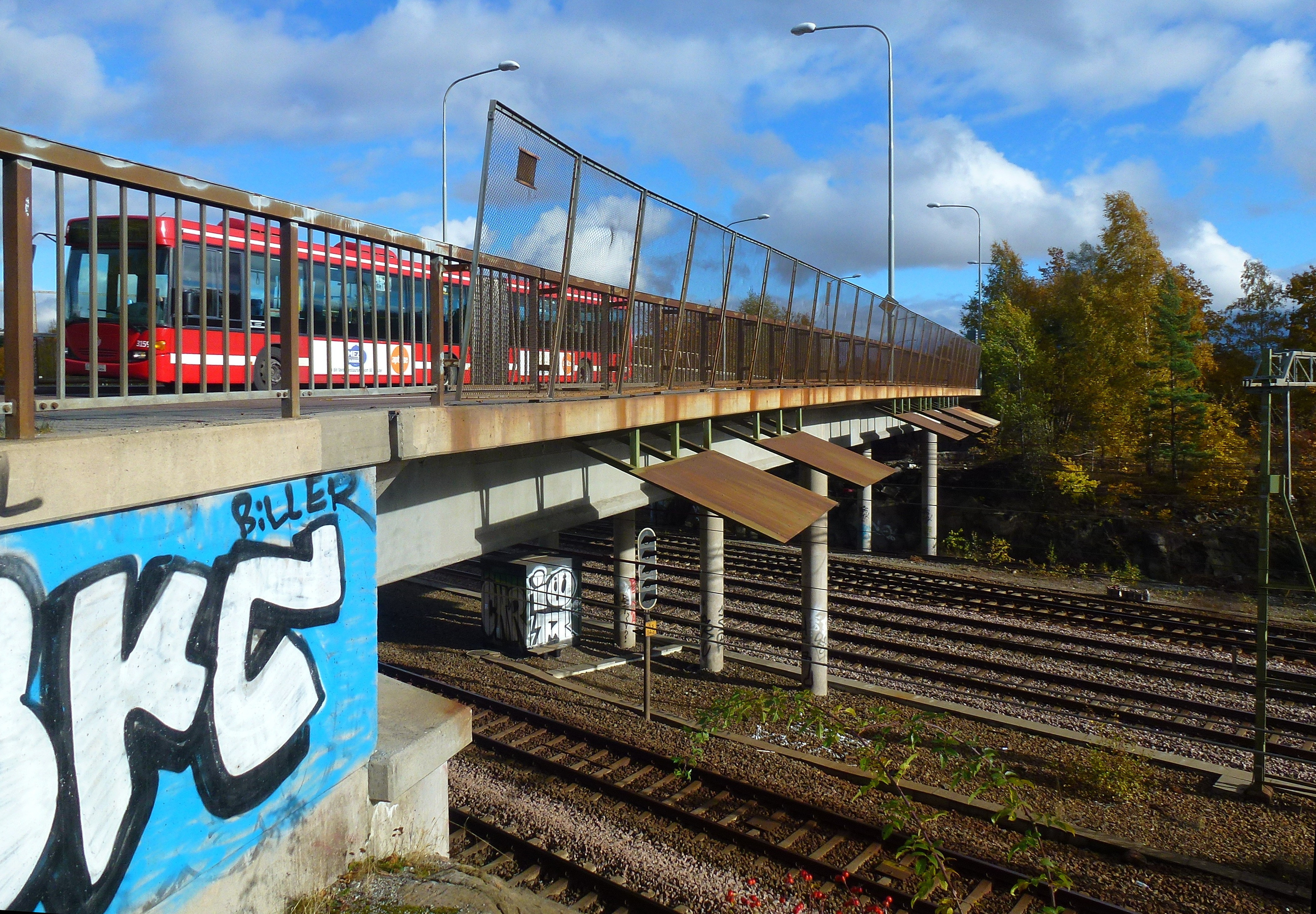
Götalandsviadukten över järnvägen
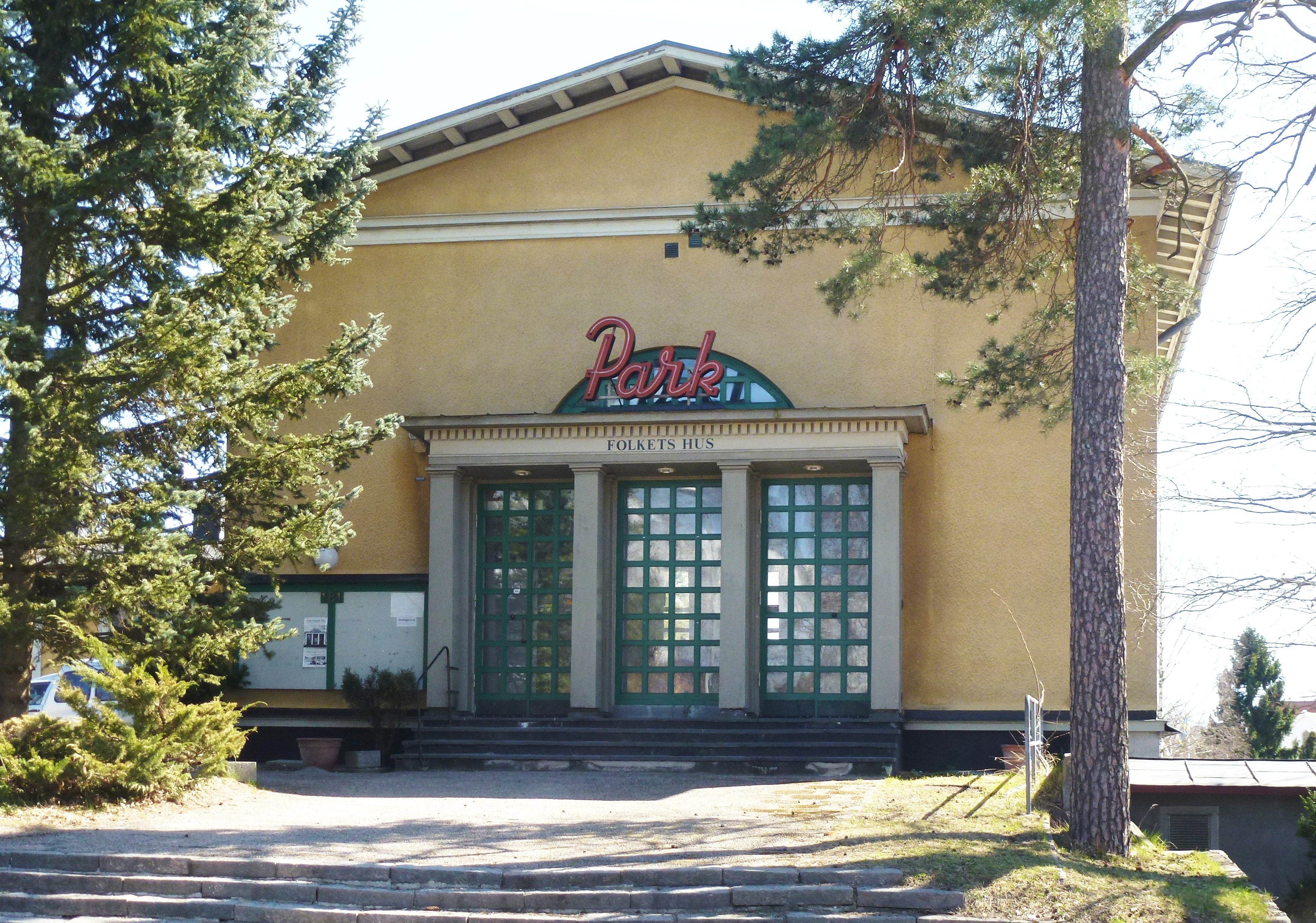
Park-Bio
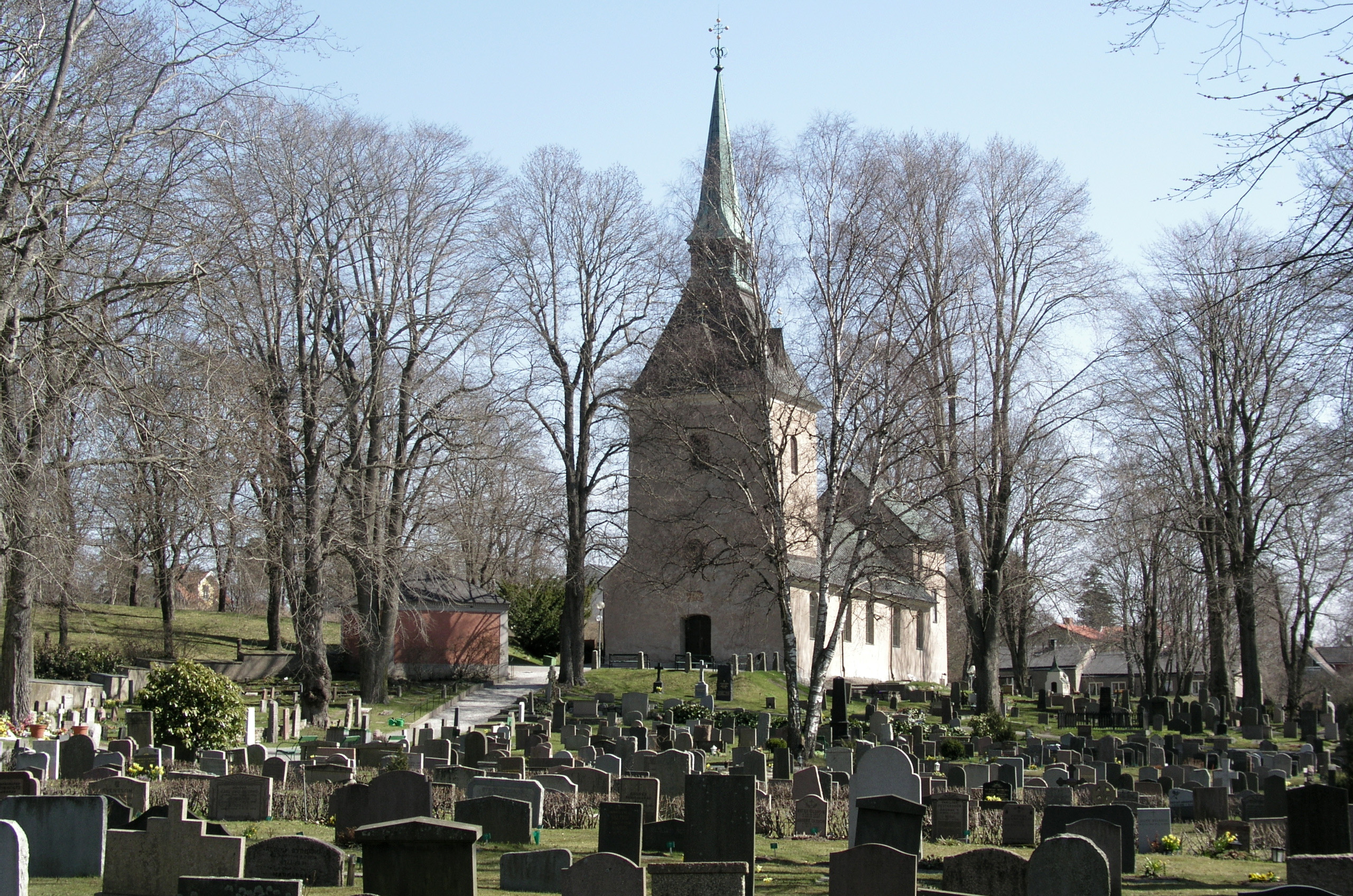
Brännkyrka kyrka
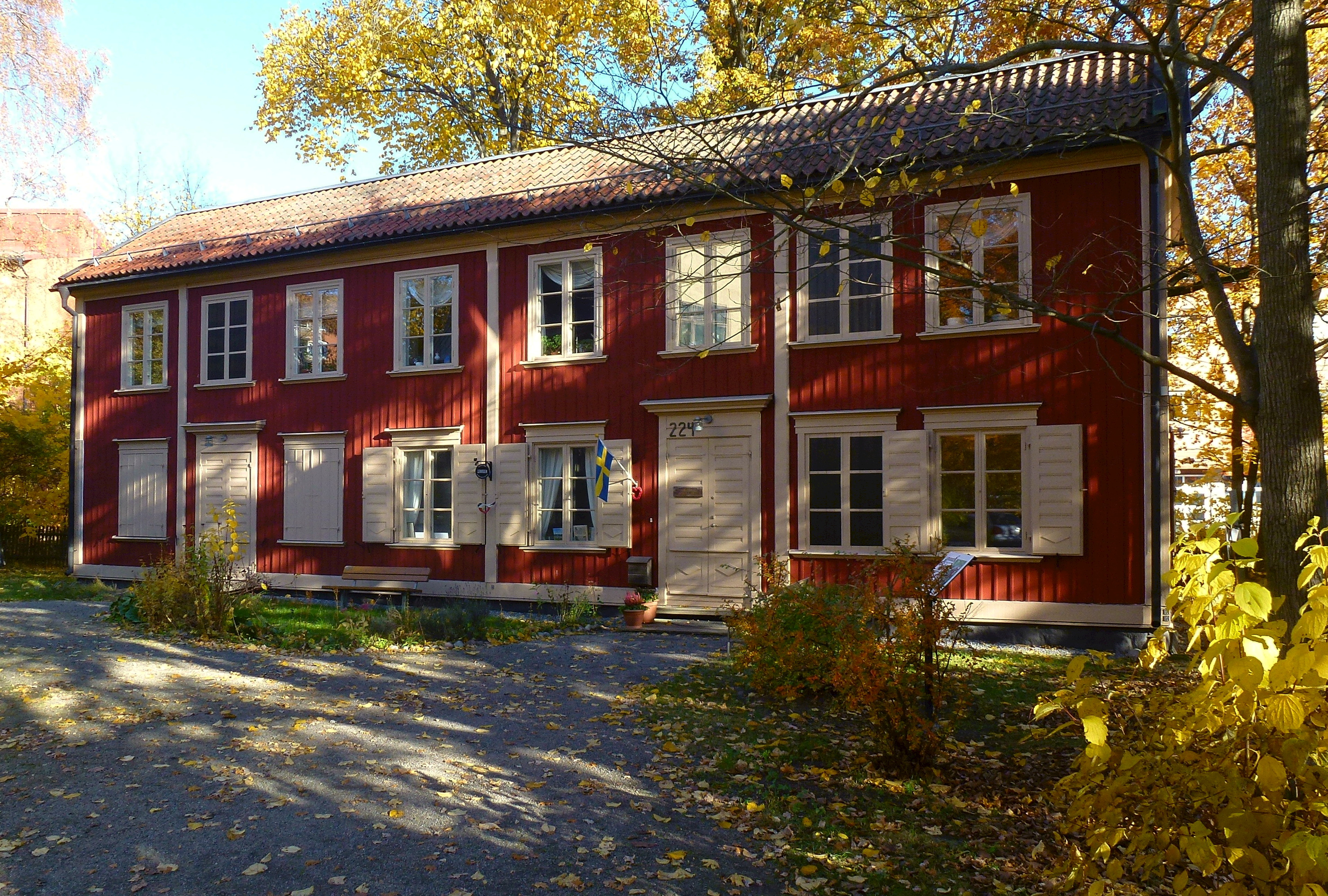
Lerkrogen
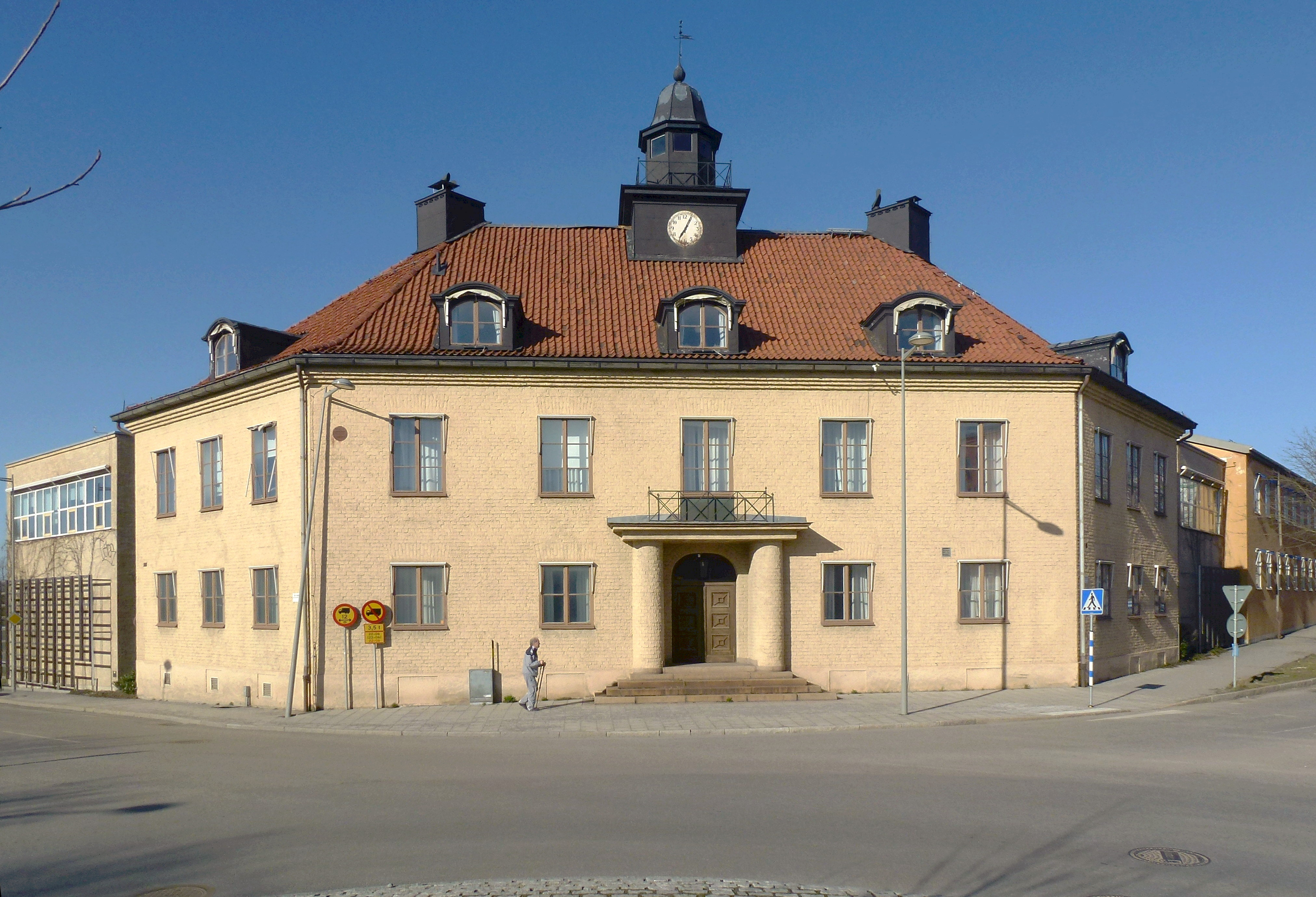
Klockhuset